# Les Diamants de la couronne
Personnages
- Catarina
- Comte de Campo Mayor
- Diana
- Don Henrique de Sandoval
- Don Sébastien d'Aveyro
- Mugnoz
- Rebolledo
- Barbarigo

Les Diamants de la couronne est un opéra-comique du compositeur français Daniel Auber, créé dans la seconde salle Favart de l'Opéra-Comique à Paris le 6 mars 1841. Le livret (en trois actes) est d'Eugène Scribe, collaborateur régulier d'Auber, avec l'aide de Jules-Henri Vernoy de Saint-Georges.

## Histoire des représentations
L'opéra est représenté 379 fois à l'Opéra-Comique jusqu'en 1889 sous le titre Les diamants de la reine et repris à Marseille le 20 mars 1896.
Hors de France, l’œuvre est créée à Bruxelles le 25 novembre 1841, à la Nouvelle Orléans le 31 mars 1842, à Munich le 15 juillet 1842 (dans une traduction allemande de V. A. Swoboda), à Prague le 13 août 1842 (en allemand), à Hambourg le 29 octobre 1842 (en allemand), Riga en 1843 (en allemand), Amsterdam en 1843 (en français), Berlin au Hofoper le 11 février 1843 (en allemand), Copenhague le 17 février 1843 (dans une traduction danoise de T. H. Reynoldson), à New York le 14 juillet 1843 (en français à l’« Opéra français » du Niblo's Garden (en) avec Julie Calvé), Londres au Princess's Theatre (en) le 2 mai 1844 (dans une traduction en anglais de T. H. Reynoldson) et plus tard au Royal Opera House de Covent Garden le 11 juin 1845 (en français) et au Théâtre de Drury Lane le 16 avril 1846 (dans une nouvelle traduction en anglais d'E. Fitzball, avec une musique additionnelle de Henry Brinley Richards (en) et J. H. Tully).
La première en Suède est donnée à Stockholm le 17 septembre 1845 (dans une traduction en suédois de N. E. W. af Wetterstedt), Rio de Janeiro en septembre 1846 (en français), Lemberg en 1848 (en allemand), Vienne en Autriche le 25 janvier 1849 (en allemand), Buenos Aires le 11 avril 1852 (en français), Boston en 1854 (dans la version en anglais de Fitzball), San Francisco en 1854 (dans la version en anglais de Fitzball), Turin le 3 avril 1858 (en français), Sydney en août 1863 (dans la version en anglais du théâtre de Drury Lane), Barcelone le 20 octobre 1866 (en français), Saint-Petersbourg le 15 janvier 1876 (en italien), Lisbonne le 26 avril 1878 (en français), Naples au Teatro Bellini le 30 avril 1879 (dans une traduction italienne de M. M. Marcello avec des récitatifs d'E. Gelli), au Mexique le 8 mai 1879 (en français), à Budapest en 1880 (dans une traduction en hongrois de K. Abrányi) et Malte en 1890 (en italien).
Une version de cette même histoire est composée en une zarzuela en trois actes par Francisco Asenjo Barbieri sur un livret en trois actes de Francisco Camprodón repris du livret original de Scribe et Saint-Georges et créée en 1854.

## Rôles
| Rôle                     | Type de voix  | Première distribution, 6 mars 1841  |
| ------------------------ | ------------- | ----------------------------------- |
| Catarina                 | soprano       | Anna Thillon                        |
| Diana                    | soprano       | Célestine Darcier                   |
| Don Henrique de Sandoval | ténor         | Joseph-Antoine-Charles Couderc (en) |
| Rebolledo                | baryton       | François-Louis Henry (en)           |
| Don Sébastien d'Aveyro   | ténor         | Toussaint-Eugène-Ernest Mocker      |
| Comte de Campo Mayor     | ténor         | Achille Ricquier                    |
| Mugnoz                   | ténor         | Charles-Louis Sainte-Foy            |
| Barbarigo                | baryton basse | Louis Palianti                      |

## Argument
L'histoire est relative à une princesse portugaise, Catarina, qui intrigue avec des bandits après qu'elle a été forcée de vendre les diamants de la couronne du titre.

## Enregistrements
- Les diamants de la couronne avec Ghyslaine Raphanel, Mylène Mornet, Christophe Einhorn, Orchestre de Picardie; Cori Spezzati, dirigé par Edmond Colomer (Mandala, 2001)